# Tour des Buondelmonti
Pour les articles homonymes, voir Buondelmonti (homonymie).
La tour des Buondelmonti (en italien : Torre dei Buondelmonti) est une ancienne maison-tour de Florence située dans la via delle Terme. 

## Histoire et description

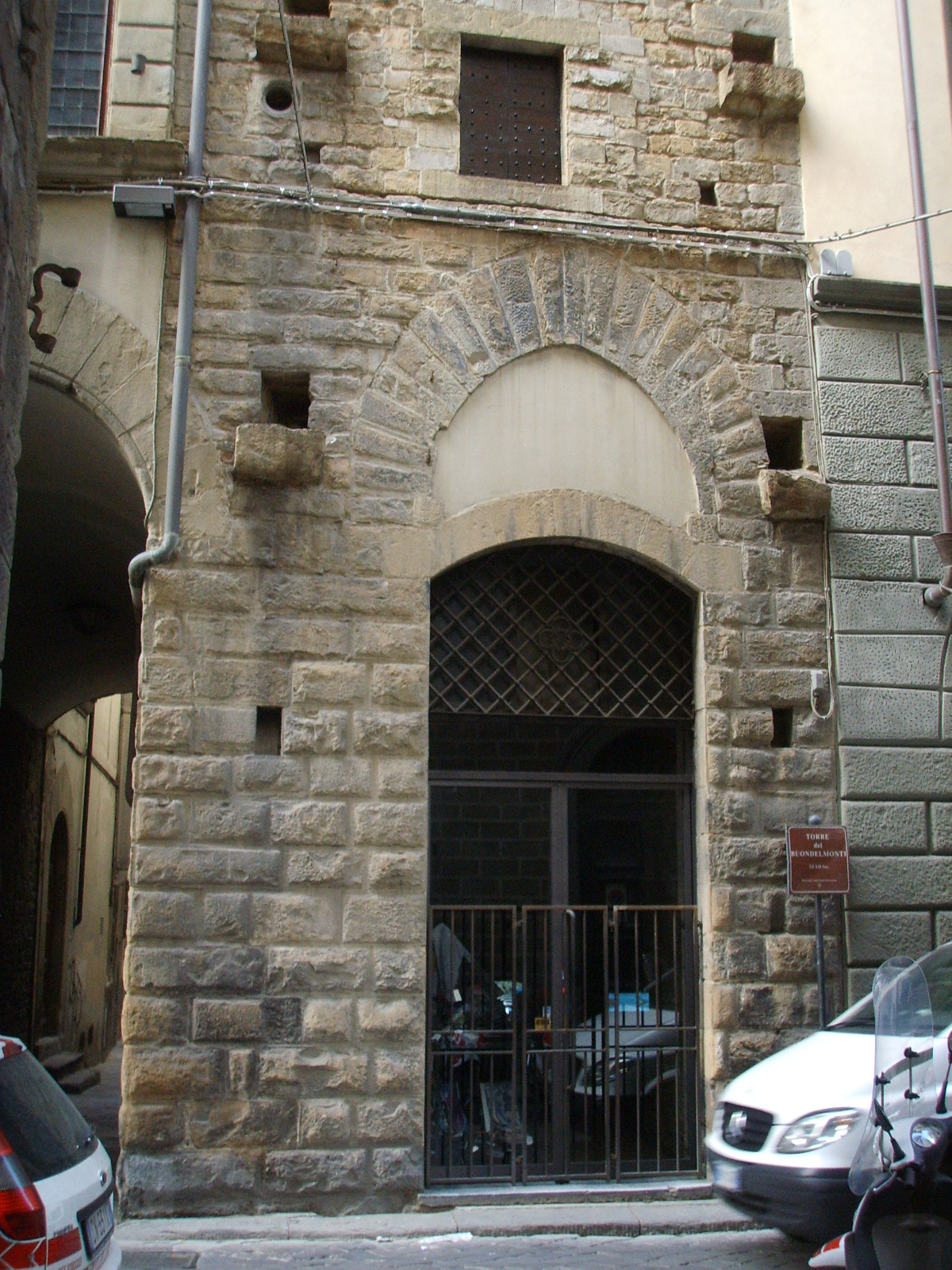
Le porche.

La famille Buondelmonti avait de nombreuses tours à la fois dans cette rue et dans le parallèle Borgo Santi Apostoli (par exemple ce qui est maintenant la Torre degli Acciaiuoli). Construite vers le XIIIe siècle, elle a été intégrée au XVe siècle dans le palais familial, construit à côté de la tour et bordant le palais de l'Arte dei Galigai. 
Bien que rare, comme presque toutes les tours florentines au XIIIe siècle, elle se distingue, encore facilement par son volume élevé et étroit,  des bâtiments environnants. L'apparence d'aujourd'hui est très fidèle à l'apparence originale du XIIIe siècle, avec, au rez-de-chaussée, une ouverture surmontée d'un double arc, et aux étages supérieurs, cinq fenêtres hautes et étroites de différentes tailles. 
La famille a déménagé au palais Buondelmonti au XVe siècle. 